# Bibliographie sur la sémiologie de l'art
Bibliographie de sémiologie de l'art.

## Structuralisme
L'approche structuraliste du langage de l'art trouve son origine dans la linguistique de Ferdinand de Saussure et dans l'anthropologie structurale de Claude Lévi-Strauss.
- Roland Barthes (1915-1980)
  - Le Degré zéro de l'écriture, 1953
  - Mythologies, 1957
  - Rhétorique de l'image, 1964
  - S/Z, 1970
  - La Chambre claire : Note sur la photographie, 1980
- Gérard Genette (1930-), L'Œuvre de l'art, vol. 1 : « immanence et transcendance » (1994), vol. 2 : « la relation esthétique » (1997)

## Esthétique analytique
La philosophie analytique se confond au départ avec une philosophie du langage, et développe une approche originale de l'art (notamment contemporain) à partir de catégories linguistiques telles que la métaphore ou le jeu de langage.
- Ludwig Wittgenstein (1889-1951)
  - Investigations philosophiques, 1949
  - Leçons et conversations sur l'esthétique, la psychologie et la croyance religieuse, trad. fr. Gallimard 1992
- Nelson Goodman (1906-1998), Langages de l'art, 1968
- John Searle (1932-), Sens et expression, ch. IV : « La métaphore », 1982
- Umberto Eco (1932-)[1]
  - Lector in fabula ou la Coopération interprétative dans les textes narratifs, 1979
  - Sémiotique et philosophie du langage, 1984
  - Les Limites de l'interprétation, 1990
- Umberto Eco (dir.), Histoire de la beauté, Flammarion, 2004

- -     - Francesca Caruana, Peirce et une introduction à la sémiotique de l'art,Paris, L'Harmattan,2009     http://www.francesca-caruana.com

## Herméneutique
- Martin Heidegger (1889-1976)[2]
  - « L'origine de l'œuvre d'art » (dans Chemins qui ne mènent nulle part), 1950
  - Acheminement vers la parole, 1959, trad. fr. Gallimard 1976
  - Approche de Hölderlin, 1962
- Mikhaïl Bakhtine (1895-1975), L'œuvre de François Rabelais et la culture populaire au Moyen Âge et sous la Renaissance, 1965
- Hans-Georg Gadamer (1900-2002)
  - Vérité et Méthode, 1960, trad. fr. Seuil, 1996
  - L'art de comprendre. Écrits I : herméneutique et tradition philosophique, trad. fr. Aubier, 1982
- Maurice Blanchot (1907-2003)
  - L'espace littéraire, 1955
- Paul Ricœur (1913-2005)[3]
  - La métaphore vive, 1975
  - Du texte à l'action. Essais d'herméneutique II, 1986
- Hans Robert Jauss (1921-1997)
  - Pour une esthétique de la réception, trad. fr. Gallimard 1975
  - Pour une herméneutique littéraire, trad. fr. Gallimard 1988
- Jacques Derrida (1930-2004)
  - L'écriture et la différence (1967)
  - La dissémination (1972)